# 下船渡站
下船渡車站（日语：／ Shimo-funato eki */?），位於日本岩手縣大船渡市大船渡里字宮之前，為東日本旅客鐵道（JR東日本）大船渡線BRT的車站，以往是大船渡線的鐵路車站。

## 車站構造
側式月台1面1線的地面車站。盛站管理的無人站。

## 車站週邊
- 縣道230號丸森權現堂線
- 國道45號
- 三陸高速公路（大船渡三陸道路）
  - 大船渡碁石海岸交匯處
- 下船渡貝塚（國史蹟）

## 歷史
- 1934年9月3日 - 設站。

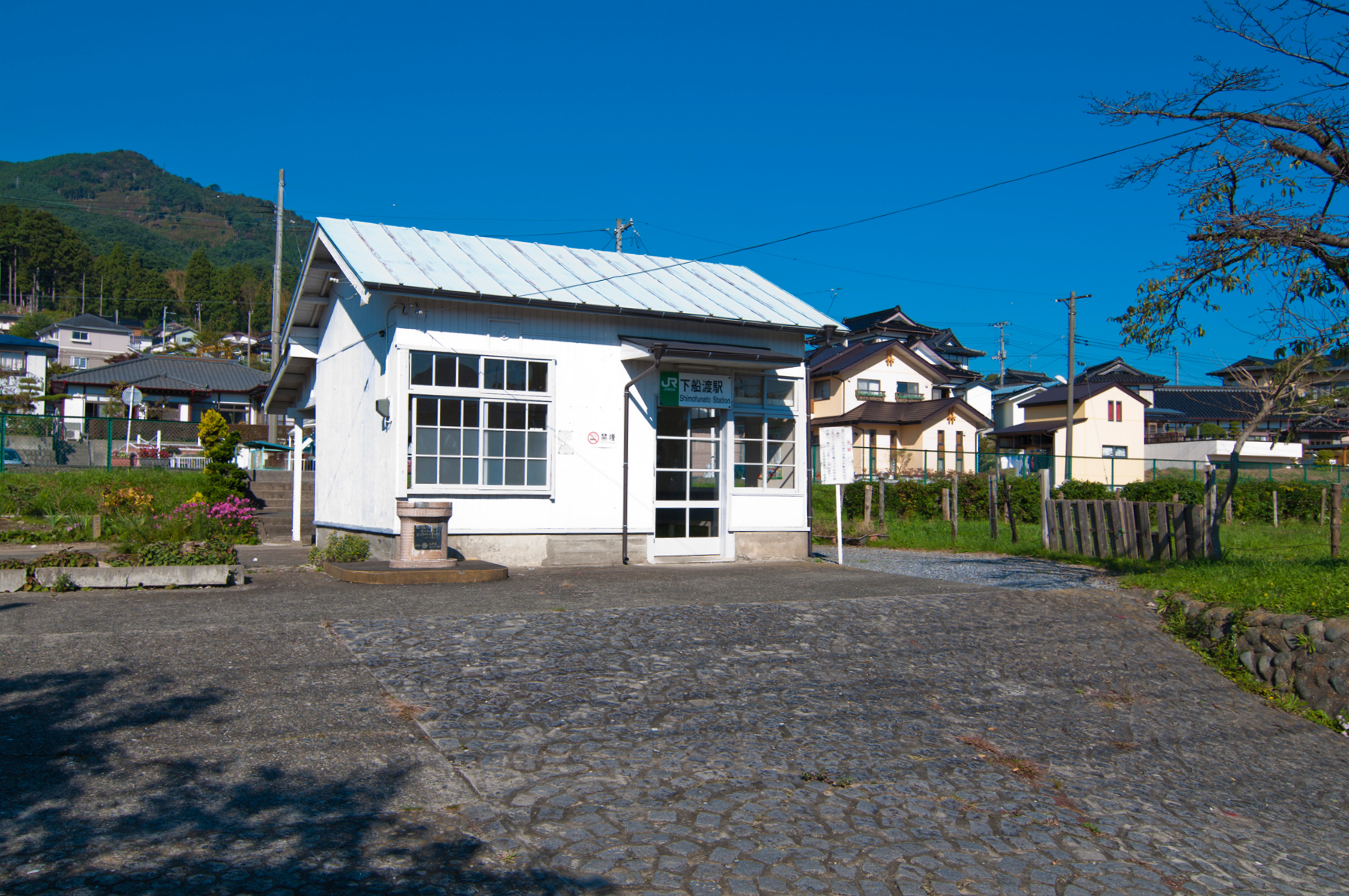
鐵路車站時期站房（2010年10月23日攝）

- 1987年4月1日 - 國鐵分割民營化後成為JR東日本的車站。
- 2011年3月11日 - 被東北地方太平洋近海地震所引發的海嘯沖毀。
- 2013年3月2日 - 變為BRT車站，不再以鐵路行走。
- 2020年4月1日 - 國土交通省核准大船渡線BRT區間的鐵路事業廢止申請，本站的鐵路車站在法律上正式廢止，而純為BRT巴士站[1][2]。

## 相鄰車站
東日本旅客鐵道
■大船渡線（BRT路段）
大船渡丸森－下船渡－大船渡魚市場前
■大船渡線（鐵道運用時）
細浦－下船渡－大船渡

## 外部連結
39°2′18.15″N 141°43′16.35″E / 39.0383750°N 141.7212083°E
- （日語）下船渡車站（JR東日本）（页面存档备份，存于）